# Niederrohrdorf
Niederrohrdorf (schweizertyska: Nederrohrdorf) är en ort och kommun i distriktet Baden i kantonen Aargau, Schweiz. Kommunen har 4 648 invånare (2023). Orten är sammanvuxen med Oberrohrdorf.